# Tůmův vrch
Tůmův vrch är ett berg i Tjeckien. Det ligger i den centrala delen av landet, 110 km sydost om huvudstaden Prag. Toppen på Tůmův vrch är 574 meter över havet.
Terrängen runt Tůmův vrch är platt, och sluttar västerut. Runt Tůmův vrch är det ganska glesbefolkat, med 38 invånare per kvadratkilometer. Närmaste större samhälle är Jindřichův Hradec, 13,4 km sydväst om Tůmův vrch. Omgivningarna runt Tůmův vrch är en mosaik av jordbruksmark och naturlig växtlighet.